# Danh sách diễn viên giành nhiều giải Oscar nhất lịch sử điện ảnh thế giới

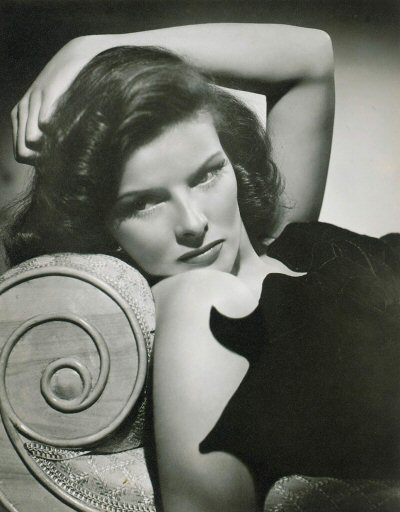
Katharine Hepburn giành được 4 Giải Oscar cho nữ diễn viên chính xuất sắc nhất, nhiều hơn bất cứ diễn viên nào trong lịch sử điện ảnh thế giới.

Đây là danh sách những diễn viên đã giành được trên 2 giải Oscar trong hạng mục diễn xuất. Trong danh sách này, có 6 diễn viên giành được trên 3 giải Oscar trở lên, đó là Katharine Hepburn (4 giải Nữ chính xuất sắc nhất), Ingrid Bergman (2 giải Nữ chính xuất sắc nhất và 1 giải Nữ phụ xuất sắc nhất), Walter Brennan (3 giải Nam phụ xuất sắc nhất), Jack Nicholson (2 giải Nam chính xuất sắc nhất và 1 giải Nam phụ xuất sắc nhất]], Meryl Streep (2 giải Nữ chính xuất sắc nhất và 1 giải Nữ phụ xuất sắc nhất]] và Daniel Day-Lewis (3 giải Nam chính xuất sắc nhất]].
Trong số 6 diễn viên kể trên, chỉ còn lại Jack Nicholson, Meryl Streep và Daniel Day-Lewis là còn sống.

## Danh sách diễn viên
| Diễn viên           | Giải Nam/ Nữ chính xuất sắc nhất                                                                         | Giải Nam/ Nữ phụ xuất sắc nhất                              | Tổng số giải | Tổng số đề cử |
| ------------------- | --- | ----------------------------------------------------------- | ------------ | ------------- |
| Katharine Hepburn   | Morning Glory (1933) Guess Who's Coming to Dinner (1967) The Lion in Winter (1968) On Golden Pond (1981) |                                                             | 4            | 12            |
| Daniel Day-Lewis    | My Left Foot (1989) There Will Be Blood (2007) Lincoln (2012)                                            |                                                             | 3            | 6             |
| Meryl Streep        | Sophie's Choice (1982) The Iron Lady (2011)                                                              | Kramer vs. Kramer (1979)                                    | 3            | 21            |
| Jack Nicholson      | Bay trên tổ chim cúc cu (1975) As Good as It Gets (1997)                                                 | Terms of Endearment (1983)                                  | 3            | 12            |
| Ingrid Bergman      | Gaslight (1944) Anastasia (1956)                                                                         | Murder on the Orient Express (1974)                         | 3            | 7             |
| Walter Brennan      | | Come and Get It (1936) Kentucky (1938) The Westerner (1940) | 3            | 4             |
| Bette Davis         | Dangerous (1935) Jezebel (1938)                                                                          |                                                             | 2            | 10            |
| Spencer Tracy       | Captains Courageous (1937) Boys Town (1938)                                                              |                                                             | 2            | 9             |
| Marlon Brando       | On the Waterfront (1954) Bố già (1972)                                                                   |                                                             | 2            | 8             |
| Jack Lemmon         | Save the Tiger (1973)                                                                                    | Mister Roberts (1955)                                       | 2            | 8             |
| Robert De Niro      | Raging Bull (1980)                                                                                       | Bố già phần II (1974)                                       | 2            | 7             |
| Jane Fonda          | Klute (1971) Coming Home (1978)                                                                          |                                                             | 2            | 7             |
| Dustin Hoffman      | Kramer vs. Kramer (1979) Rain Man (1988)                                                                 |                                                             | 2            | 7             |
| Cate Blanchett      | Blue Jasmine (2013)                                                                                      | The Aviator (2004)                                          | 2            | 7             |
| Michael Caine       | | Hannah and Her Sisters (1986) The Cider House Rules (1999)  | 2            | 6             |
| Jessica Lange       | Blue Sky (1994)                                                                                          | Tootsie (1982)                                              | 2            | 6             |
| Maggie Smith        | The Prime of Miss Jean Brodie (1969)                                                                     | California Suite (1978)                                     | 2            | 6             |
| Denzel Washington   | Training Day (2001)                                                                                      | Glory (1989)                                                | 2            | 6             |
| Gary Cooper         | Sergeant York (1941) High Noon (1952)                                                                    |                                                             | 2            | 5             |
| Olivia de Havilland | To Each His Own (1946) The Heiress (1949)                                                                |                                                             | 2            | 5             |
| Gene Hackman        | The French Connection (1971)                                                                             | Unforgiven (1992)                                           | 2            | 5             |
| Tom Hanks           | Philadelphia (1993) Forrest Gump (1994)                                                                  |                                                             | 2            | 6             |
| Fredric March       | Dr. Jekyll and Mr. Hyde (1931) The Best Years of Our Lives (1946)                                        |                                                             | 2            | 5             |
| Frances McDormand   | Fargo (1996) Three Billboards Outside Ebbing, Missouri (2017)                                            |                                                             | 2            | 5             |
| Sean Penn           | Mystic River (2003) Milk (2008)                                                                          |                                                             | 2            | 5             |
| Elizabeth Taylor    | BUtterfield 8 (1960) Who's Afraid of Virginia Woolf? (1966)                                              |                                                             | 2            | 5             |
| Jodie Foster        | The Accused (1988) The Silence of the Lambs (1991)                                                       |                                                             | 2            | 4             |
| Glenda Jackson      | Women in Love (1970) A Touch of Class (1973)                                                             |                                                             | 2            | 4             |
| Anthony Quinn       | | Viva Zapata! (1952) Lust for Life (1956)                    | 2            | 4             |
| Shelley Winters     | | The Diary of Anne Frank (1959) A Patch of Blue (1965)       | 2            | 4             |
| Renée Zellweger     | Judy (2019)                                                                                              | Cold Mountain (2003)                                        | 2            | 4             |
| Melvyn Douglas      | | Hud (1963) Being There (1979)                               | 2            | 3             |
| Sally Field         | Norma Rae (1979) Places in the Heart (1984)                                                              |                                                             | 2            | 3             |
| Jason Robards       | | All the President's Men (1976) Julia (1977)                 | 2            | 3             |
| Peter Ustinov       | | Spartacus (1960) Topkapi (1964)                             | 2            | 3             |
| Dianne Wiest        | | Hannah and Her Sisters (1986) Bullets over Broadway (1994)  | 2            | 3             |
| Mahershala Ali      | | Moonlight (2016) Green Book (2018)                          | 2            | 2             |
| Helen Hayes         | The Sin of Madelon Claudet (1931)                                                                        | Airport (1970)                                              | 2            | 2             |
| Vivien Leigh        | Gone with the wind (1939) A Streetcar Named Desire (1951)                                                |                                                             | 2            | 2             |
| Luise Rainer        | The Great Ziegfeld (1936) The Good Earth (1937)                                                          |                                                             | 2            | 2             |
| Kevin Spacey        | American Beauty (1999)                                                                                   | The Usual Suspects (1995)                                   | 2            | 2             |
| Hilary Swank        | Boys Don't Cry (1999) Million Dollar Baby (2004)                                                         |                                                             | 2            | 2             |
| Christoph Waltz     | | Inglourious Basterds (2009) Django Unchained (2012)         | 2            | 2             |